# The Sims Carnival
«The Sims Carnival» — онлайн співтовариство, яке створило міні-редактор для The Sims. Гра-редактор дозволяє гравцям побути проектувальниками The Sims. В травні 2008, зареєстрованим користувачам дозволили скачати бету.

## Ігри
В грудні 2007 було оголошення про вихід двох ігор, їх можна було скачати на сайті «EA Link».
- Bumperblast — гру можна придбати в «ebgames.com».
- SnapCity — дуже спрощена версія «SimCity». Ця гра не є онлайн, в неї може грати тільки один гравець.